# Genistaspis zelihae
Genistaspis zelihae är en insektsart som beskrevs av Bodenheimer 1949. Genistaspis zelihae ingår i släktet Genistaspis och familjen pansarsköldlöss.
Artens utbredningsområde är Turkiet. Inga underarter finns listade i Catalogue of Life.